# One Night
"One Night" er en komposition fra 1956 af Dave Bartholomew og Pearl King, indspillet af Elvis Presley den 23. februar 1957 og udsendt af RCA som A-siden på en singleplade med "I Got Stung" (Aaron Schroeder, David Hill) som B-side. 
Den 24. september 2002 udgav RCA en CD med titlen "ELV1S 30 #1 HITS" (bemærk at 'i' i Elvis er erstattet af et 1-tal), hvor "One Night" var med. Denne nye CD blev, ligesom i sin tid sangene på den, nummer 1 på hitlisterne rundt om i verden, – 25 år efter kunstnerens død!
Derudover findes et større antal liveindspilninger, også med Elvis og udsendt på nogle af hans koncert-LP'er.

## One Night Of Sin
"One Night" var allerede året før et mindre hit for Smiley Lewis under titlen "One Night Of Sin".
Elvis indspillede "One Night Of Sin" den 18. januar 1957 i Paramounts studier i Hollywood, men pladeselskabet anså linjen 'One night of sin is what I am paying for' for lige lovlig vovet, hvorefter Elvis en månedstid senere indspillede den lidt mere stuerene "One Night", hvor den kritiske linje er ændret til 'One night with you is what I'm now praying for'.
Elvis Presleys version af "One Night Of Sin" blev først udgivet længe efter hans død. Det var på LP'en Elvis – A Legendary Performer, vol. 4, der udkom i 1983.

## Andre versioner
Cher sang "One Night" på sin 'Love Hurts Tour' i 1992.
Big Fat Snake havde "One Night Of Sin" med på sin koncert-CD med hyldest til de gamle rock-klassikere. CD'en blev indspillet på 'Værket' i Randers den 7. april 2003 og udgivet senere samme år. Den havde titlen One Night Of Sin.